# Advice Taker
L'Advice Taker (en français : conseiller) est un programme informatique hypothétique, proposé par John McCarthy dans son article de 1959 "Programs with Common Sense". Il s'agit probablement de la première proposition d'utiliser la logique mathématique pour représenter l'information dans un ordinateur et pas seulement comme sujet d'un autre programme. Il peut également s'agir du premier article à proposer la capacité de raisonnement de sens commun comme clé de l'intelligence artificielle. Dans son article, McCarthy préconise :
"...des programmes pour manipuler dans un langage formel approprié (très probablement une partie du calcul des prédicats) des énoncés instrumentaux communs. Le programme de base tirera des conclusions immédiates d'une liste de prémisses. Ces conclusions seront soit des phrases déclaratives soit des phrases impératives. Lorsqu'une phrase impérative est déduite, le programme effectue une action correspondante."
McCarthy justifie sa proposition comme suit :
"Les principaux avantages que nous attendons de l'Advice Taker sont que son comportement pourra être amélioré simplement en lui faisant des déclarations, en lui parlant de son environnement symbolique et de ce qu'on attend de lui. Faire ces déclarations ne nécessitera que peu ou pas de connaissance du programme ou des connaissances antérieures du conseiller automatique. On pourra supposer que le conseiller automatique aura à sa disposition une classe assez large de conséquences logiques immédiates de tout ce qu'on lui dit et de ses connaissances antérieures. Cette propriété devrait avoir beaucoup en commun avec ce qui nous fait décrire certains humains comme ayant du bon sens. Nous dirons donc qu'un programme a du bon sens s'il déduit automatiquement par lui-même une classe suffisamment large de conséquences immédiates de tout ce qu'on lui dit et de ce qu'il sait déjà."